# Attribuzione delle opere di Shakespeare
Il dibattito sull'attribuzione delle opere di Shakespeare ha avuto inizio nel diciottesimo secolo e riguarda la discussione se le opere attribuite a William Shakespeare di Stratford-on-Avon possano essere state scritte da altro autore o da un gruppo di letterati. Sono stati proposti numerosi candidati, tra cui Francesco Bacone, Edward de Vere, Giovanni Florio, Christopher Marlowe, William Stanley, Robert Devereux, Mary Sidney e altri candidati.

## Il dibattito

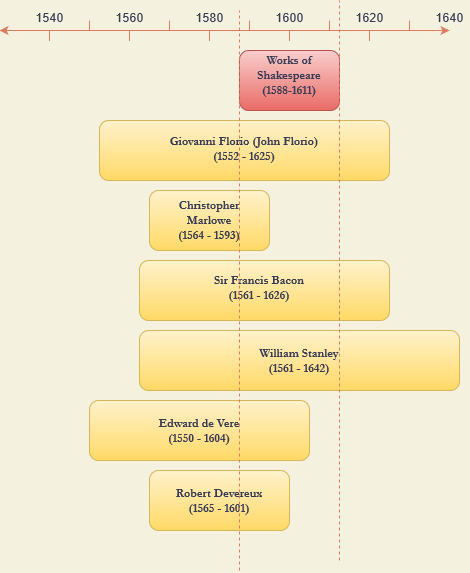
Attribuzione delle opere di Shakespeare

A generare questo dibattito sono le limitate informazioni biografiche relative a William Shakespeare. Lo studioso inglese del Settecento George Steevens, in un passo molto citato, affermava che le uniche cose certe su Shakespeare fossero il luogo di nascita e morte e poche altre informazioni anagrafiche. Nei secoli seguenti sono emersi alcuni documenti che attestano sia dati sulla vita privata, sia come attore e come impresario teatrale. Tale dibattito si origina anche dal fatto che dei sette anni prima del 1592 (i cosiddetti "anni perduti") non esistono tracce. Secondo lo studioso Schoenbaum le fonti che parlano della sua vita sono coerenti con le conoscenze in possesso sugli altri drammaturghi dell'epoca.
Il raffronto tra le diverse edizioni mostra che non c'era un testo definitivo, tanto che la versione volta a volta rappresentata era frutto di scelte attoriali, registiche e tecniche: era pertanto più una creazione collettiva, come oggi le sceneggiature cinematografiche, che un testo letterario fisso. Secondo Melchiori questo aspetto smentirebbe un'attribuzione esterna, ma potrebbe comunque rappresentare un lavoro di squadra, come da altri è stato ipotizzato.
Una nicchia di studiosi, detta anti-stratfordiana, mette in dubbio l'attribuzione stratfordiana. Secondo la tesi anti-stratfordiana, non esistono prove concrete che l'attore/uomo d'affari, noto come William Shakespeare, abbia creato la collezione di opere letterarie che porta il suo nome.
Uno degli aspetti più insoliti, vista la preparazione culturale che Shakespeare dimostra di possedere attraverso le sue opere, è che non esista alcuna forma di corrispondenza tra lo scrittore e i suoi colleghi e amici. E non sono disponibili lettere ricevute da nessuno dei suoi contemporanei. Si sono invece tramandate alcune testimonianze storiche dell'attività teatrale come attore, svolta dallo Shakespeare di Stratford, e del suo ruolo nella compagnia teatrale.
Uno dei dubbi sollevati dagli anti-stratfordiani è che le opere di Shakespeare rivelano un elevato livello culturale e un vocabolario ricchissimo, circa 29.000 parole diverse.

## Panoramica

### L'opinione accademica stratfordiana

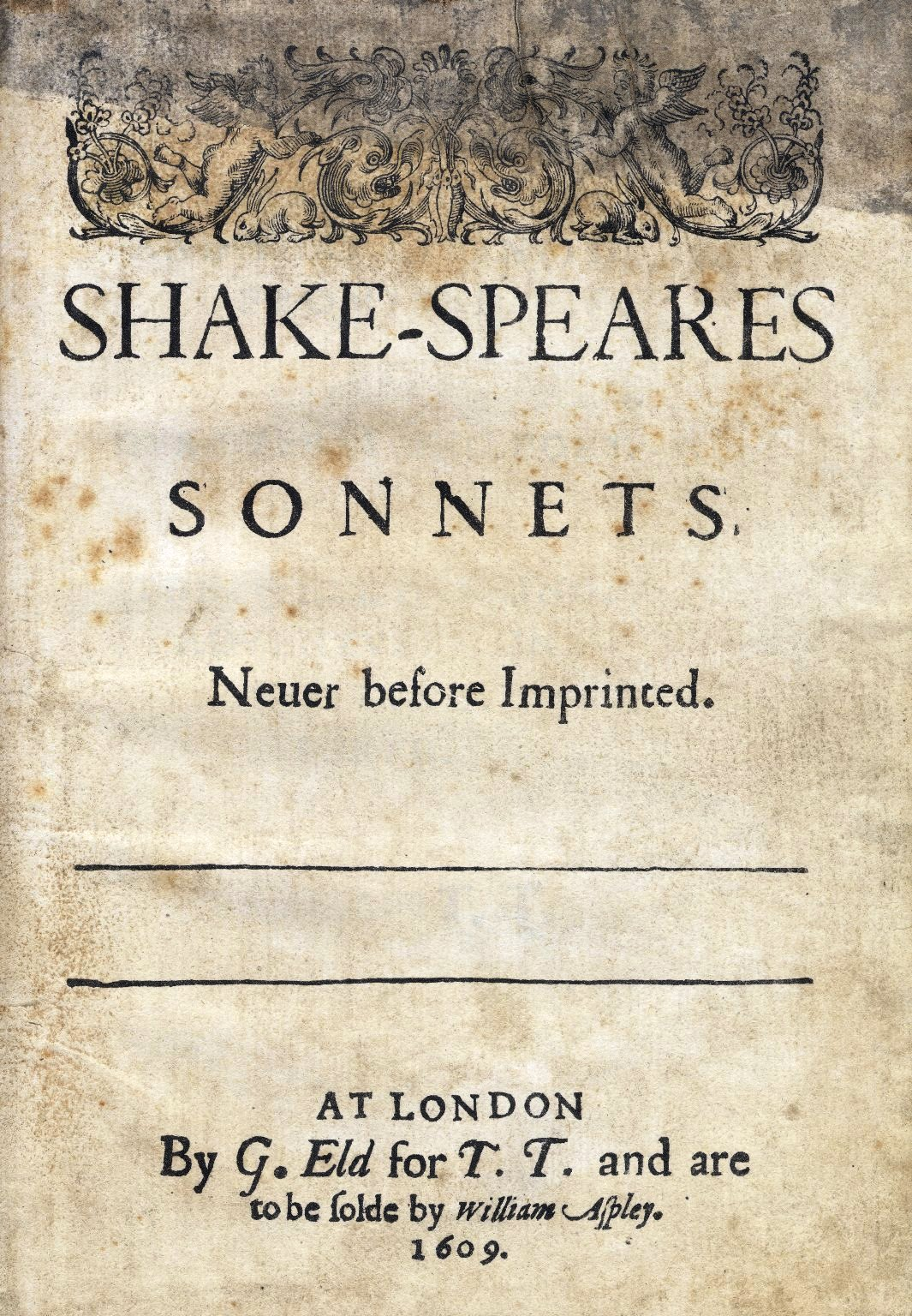
Prima pagina dell'edizione del 1609 degli SHAKE-SPEARE'S SONNETS. Il nome scritto con il trattino separatore compare anche in 15 opere pubblicate prima del First folio.

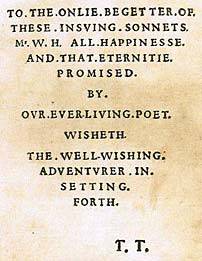
La dedica presente nell'edizione dei Sonetti. Sia il nome scritto con il trattino separatore che le parole "ever-living poet", sono state oggetto di controversie all'interno del dibattito sull'attribuzione.

L'opinione maggioritaria tra gli studiosi identifica il drammaturgo con il William Shakespeare che nacque a Stratford-upon-Avon nel 1564, si trasferì a Londra e divenne attore e co-titolare della compagnia teatrale Lord Chamberlain's Men, proprietaria del Globe Theatre e del Blackfriars Theatre a Londra. Egli divise la sua vita tra Londra e Stratford, dove si ritirò nel 1613 e morì nel 1616. Di lui abbiamo la data di battesimo, il 26 aprile 1564. Oltre ad alcuni particolari sui genitori, gli storici sono in possesso del certificato di matrimonio di William –datato 27 novembre 1582 – e dei certificati di battesimo dei tre figli: Susannah, 26 maggio 1583; Hamnet e Judith, gemelli dizigoti, 2 febbraio 1585.
Dal 1585 al 1592 non si hanno documenti. Si suppone che il giovane Shakespeare si fosse trasferito a Londra. Non sappiamo nulla di quale lavoro svolse. Sappiamo che le sue opere sono state rappresentate dalle compagnie dei conti di Derby, di Pembroke e del Sussex. Si ha anche notizia della rappresentazione (3 marzo 1592) della prima parte dell'Enrico VI. Il primo documento che cita Shakespeare come drammaturgo e poeta è l'opuscolo di Robert Greene nel 1592, uscito il 3 settembre di quell'anno (poco dopo la morte di Greene): nell'introduzione l'autore si scaglia contro Shakespeare, identificandolo come "resolute Johannes factotum", definendolo un presuntuoso "corvo abbellito di piume altrui", che si nasconde dietro la figura di un attore. La prima attestazione ufficiale di Shakespeare appare l'anno successivo: nella dedica introduttiva del Venere e Adone, dove si fa chiara menzione del fatto che quella fosse la prima opera composta con quel nome.
Nel 1593, mentre i teatri sono chiusi per un'epidemia di peste, Shakespeare pubblica il poemetto Venere e Adone. Nel 1594 si ripete, pubblicando a sua firma Lo stupro di Lucrezia, e per la prima volta esce anonima una sua opera teatrale, Tito Andronico. Nel 1594 riaprono i teatri e si riformano le compagnie: è documentato che Shakespeare entrò in una delle più importanti, i Servi del Lord Ciambellano (The Lord Chamberlain's Men).
Sono disponibili a livello storiografico i seguenti documenti: certificati di eventi privati, come la morte del figlio Hamnet nel 1596, ed economica (diversi i documenti riguardo all'acquisto di case o l'acquisizione di interessi per la gestione di terreni e della sua stessa compagnia), anche se manca totalmente di un corpus epistolare coi suoi colleghi, molto in voga all'epoca, e soprattutto la totale mancanza di un qualsiasi documento che ne attesti la sua attività come autore di teatro e poeta, ma sono solo disponibili documenti sulla sua attività come attore. Viene sempre definito attore ("player") e non drammaturgo ("playwriter").
Diversi documenti indicano che, dal 1609 in poi, Shakespeare sia tornato definitivamente a Stratford-upon-Avon, mantenendo i suoi interessi a Londra, ma recandovisi solo di rado. Del 25 marzo 1616 è il suo testamento: egli muore il 23 aprile ed è sepolto nella chiesa parrocchiale di Stratford. La tomba con l'incisione funebre è visibile ancor oggi, anche se si tratta di un falso storico: la tomba originale prevedeva il ritratto di William con le mani su un sacco di grano e non, come appare oggi, con l'immagine di un letterato con penna e foglio in entrambe le mani.
Dalla pubblicazione di Tito Andronico in poi, numerose sono le edizioni clandestine delle sue opere, e le uscite continuano anche dopo la morte. Nel 1623 un gruppo di editori riesce ad assicurarsi i diritti di Shakespeare: Isaac Jaggard e Edward Blount, con l'aiuto degli attori John Heminge e Henry Condell, pubblicano trentasei drammi nel volume Mr. William Shakespeare Commedies, Histories, & Tragedies. Published according to the True Originall Copies (Commedie, Drammi storici e Tragedie di Mastro William Shakespeare. Pubblicate in conformità delle copie originali autentiche), passato alla storia come First folio.

### La tesi anti-stratfordiana

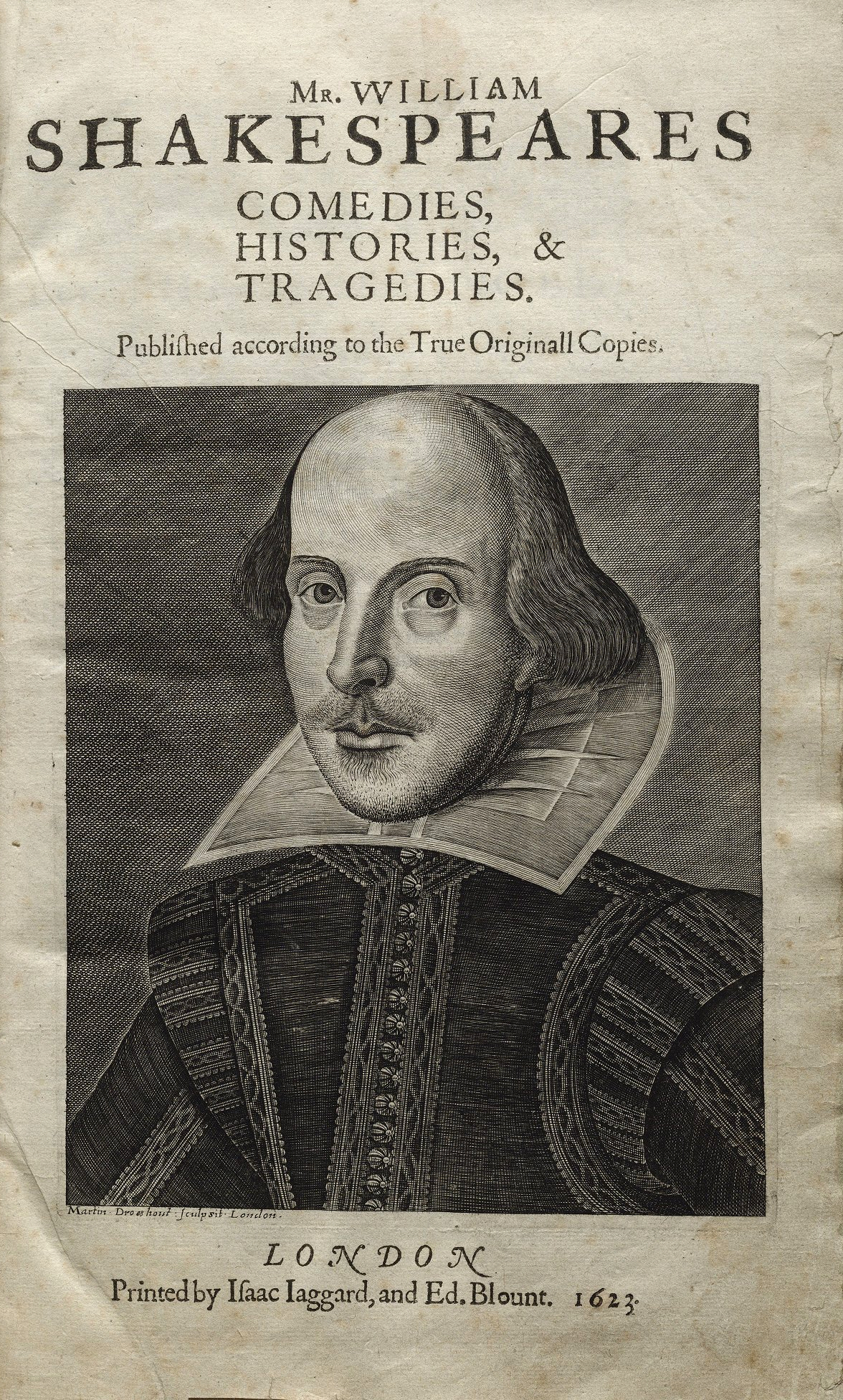
Il frontespizio del First folio (1623), la prima pubblicazione delle opere di Shakespeare. Il Folio e la sua copertina hanno generato un considerevole dibattito riguardo a chi ha attribuito le opere a William Shakespeare di Stratford-Upon-Avon.
Charlton Ogburn, autore del libro The mysterious William Shakespeare (1984) ha notato che in questa immagine la curva che va dal mento all'orecchio di Shakespeare fa sembrare la sua faccia più una maschera che la rappresentazione di una reale persona.

Secondo la tesi anti-stratfordiana, William Shakespeare di Stratford fu il prestanome di un altro drammaturgo non svelatosi. Tra gli argomenti proposti dai sostenitori anti-stratfordiani ci sono i seguenti punti: ambiguità e lacune della visione tradizionale; la tesi che le opere teatrali di Shakespeare richiedessero un livello culturale più alto di quello a lui attribuito; la conoscenza di lingue straniere come il greco, il latino e l'italiano (diverse fonti di ispirazione delle opere shakespeariane utilizzano fonti che non erano ancora state tradotte in inglese); i dubbi in materia espressi da contemporanei; la tesi che nelle opere di Shakespeare si celino messaggi identificativi del vero autore; parallelismi tra personaggi teatrali e la vita dei vari candidati al ruolo di vero autore.
Gli scettici sostengono che le informazioni certe che si hanno su Shakespeare non consentano di attribuirgli la cultura necessaria per scrivere quelle opere. Già nell'Ottocento sono stati proposti candidati alternativi, suoi contemporanei. Tra i candidati proposti nel corso dei decenni ci sono Francesco Bacone, filosofo e ministro della giustizia (Lord Chancellor), considerato uno dei principali intellettuali dell'epoca; Christopher Marlowe, che anziché morire in una rissa avrebbe continuato a scrivere sotto pseudonimo; sono stati proposti anche aristocratici come Edward de Vere, diciassettesimo conte di Oxford, e William Stanley.
Tra i candidati è stato proposto anche l'umanista di origine italiana, John Florio, importante lessicografo, traduttore e precettore reale, che nacque durante il regno di Edoardo. John Florio ha contribuito allo sviluppo della lingua inglese con 1 149 parole, posizionandosi terzo dopo Chaucer e Shakespeare. Numerose parole coniate da Florio compariranno per la prima volta nelle opere teatrali di Shakespeare e numerose frasi e proverbi scritti da Florio saranno utilizzati successivamente nelle opere di Shakespeare.

## Terminologia

### Stratfordiani e anti-Stratfordiani
Gli studiosi che ritengono il William Shakespeare di Stratford-upon-Avon l'unico reale autore sono chiamati "Stratfordiani"; quelli che nutrono dubbi, "anti-Stratfordiani". Tra questi, quelli che identificano come vero autore Francesco Bacone, Christopher Marlowe o Edward de Vere, 17º conte di Oxford, sono chiamati rispettivamente Baconiani, Marloviani o Oxfordiani.

### "Shaksper" contro "Shakespeare"
In epoca Elisabettiana, in Inghilterra non vi era un sistema ortografico unificato. Nel corso della sua vita il nome dello Shakespeare di Stratford fu scritto in molti modi e la forma "Shakespeare" è solo una delle tante. Gli anti-Stratfordiani per convenzione si riferiscono all'uomo di Stratford come a "Shakspere" (come si legge nel registro battesimale) o "Shaksper", per distinguerlo dall'autore "Shakespeare" o "Shake-speare", forma usata nelle pubblicazioni, che sostengono vada ricondotta a un altro. Essi rilevano come in gran parte dei documenti legali la prima sillaba sia di quattro lettere, "Shak-", talvolta "Shag-" o "Shax-", mentre il cognome del drammaturgo è quasi sempre reso con la "a" lunga di "Shake". Gli Stratfordiani rifiutano tale convenzione, perché implicherebbe che l'uomo di Stratford scrivesse il suo nome in modo diverso da quello usato nelle pubblicazioni.

## Le tesi deglianti-Stratfordiani

### L'istruzione di Shakespeare
Non esiste alcuna prova che lo Shakespeare di Stratford fosse in possesso dell'elevato livello culturale necessario per scrivere le opere a lui attribuite, in particolare delle conoscenze scientifiche e linguistiche. Anche il numero di termini diversi usati nelle opere è straordinario: oltre 29.000 (tra cui differenti versioni delle stesse parole), un lessico quasi cinque volte più ampio di quello usato nella Bibbia di Re Giacomo, che impiega solo 6.000 parole diverse. Henry Stratford Caldecott, durante una conferenza tenuta a Johannesburg nel 1895, affermò:
(Henry Stratford Caldecott)
Gli Stratfordiani ipotizzano che Shakespeare avrebbe potuto frequentare la King's School di Stratford fino all'età di undici anni, dove avrebbe studiato i poeti latini e le opere teatrali di autori come Plauto, ma non esistono documenti su cosa venisse insegnato e soprattutto il fatto che il registro degli allievi della scuola sia andato perduto non può stabilire se Shakespeare l'abbia frequentata o meno.
La scuola (o le scuole) che Shakespeare potrebbe aver frequentato è argomento di varie congetture, poiché non esistono registri di ammissione o di frequenza che parlino di lui in alcuna scuola secondaria, college o università. Inoltre, nessuno di Stratford parla di lui in relazione a una possibile frequentazione della scuola, nemmeno da parte di eventuali compagni di studi. Anche se è certo che Shakespeare non abbia frequentato l'università, non era una cosa insolita per i drammaturghi rinascimentali. Molti studiosi hanno dato per assodato che Shakespeare sia stato almeno in parte un autodidatta. Un paragone spesso citato è quello con il drammaturgo suo contemporaneo Ben Jonson, uomo di origini ancor più umili di quelle di Shakespeare, che s'innalzò fino a diventare poeta di corte. Jonson non aveva mai portato a termine - e forse mai nemmeno frequentato - l'università, riuscendo comunque a diventare un uomo di grande cultura (in seguito le università di Oxford e Cambridge gli conferirono una laurea onoraria). Tuttavia le prove del fatto che Jonson si sia istruito da solo sono molto più chiare di quelle che ci sono per Shakespeare: sono stati trovati centinaia di libri di proprietà di Jonson con la sua firma e le sue annotazioni, mentre non è mai stato rinvenuto alcun testo autografo di annotazioni o un libro posseduto o preso in prestito da Shakespeare di Stratford.
Proseguendo il confronto, Jonson ebbe accesso ad una ricca biblioteca con cui migliorare la propria istruzione. Una possibile fonte per l'auto-istruzione di Shakespeare è stata proposta da A. L. Rowse (una ipotesi senza nessun documento di supporto) che ha sottolineato come alcune delle fonti a cui le sue opere sono ispirate fossero in vendita nel negozio dello stampatore Richard Field, coetaneo di Shakespeare e anch'egli di Stratford, ma nessun documento, neppure indiretto, ci spinge a pensare che esistesse un collegamento con questo stampatore.
L'omaggio a Shakespeare fatto dall'amico Ben Jonson nel First Folio del 1623 afferma che conosceva "poco latino e ancor meno greco" e ciò risulta alquanto strano, data la preparazione linguistica che dimostra di possedere Shakespeare nella composizione di termini usando regole grammaticali di origine greca e latina. Inoltre le opere di Shakespeare dimostrano conoscenze approfondite di opere greche, latine e italiane (alcune non tradotte all'epoca).
È stato anche sostenuto da Richard Farmer, che la maggior parte delle conoscenze del mondo classico che esibisce derivano da un singolo testo, Le Metamorfosi di Ovidio, che all'epoca era un testo adottato in molte scuole. Shakespeare, però, dimostra di conoscere molti testi, oltre all'opera ovidiana, in quanto cita passi di altri autori latini nelle sue opere, oltre ad autori italiani non ancora tradotti in inglese, come Cinzio, Boccaccio, Fiorentino, Giordano Bruno, Luigi Da Porto e Giorgio Vasari. Nulla, nella vita di William, ci indica che conoscesse anche l'italiano, anche se nelle sue opere ci sono numerosi riferimenti ad autori italiani.

### Il testamento di Shakespeare

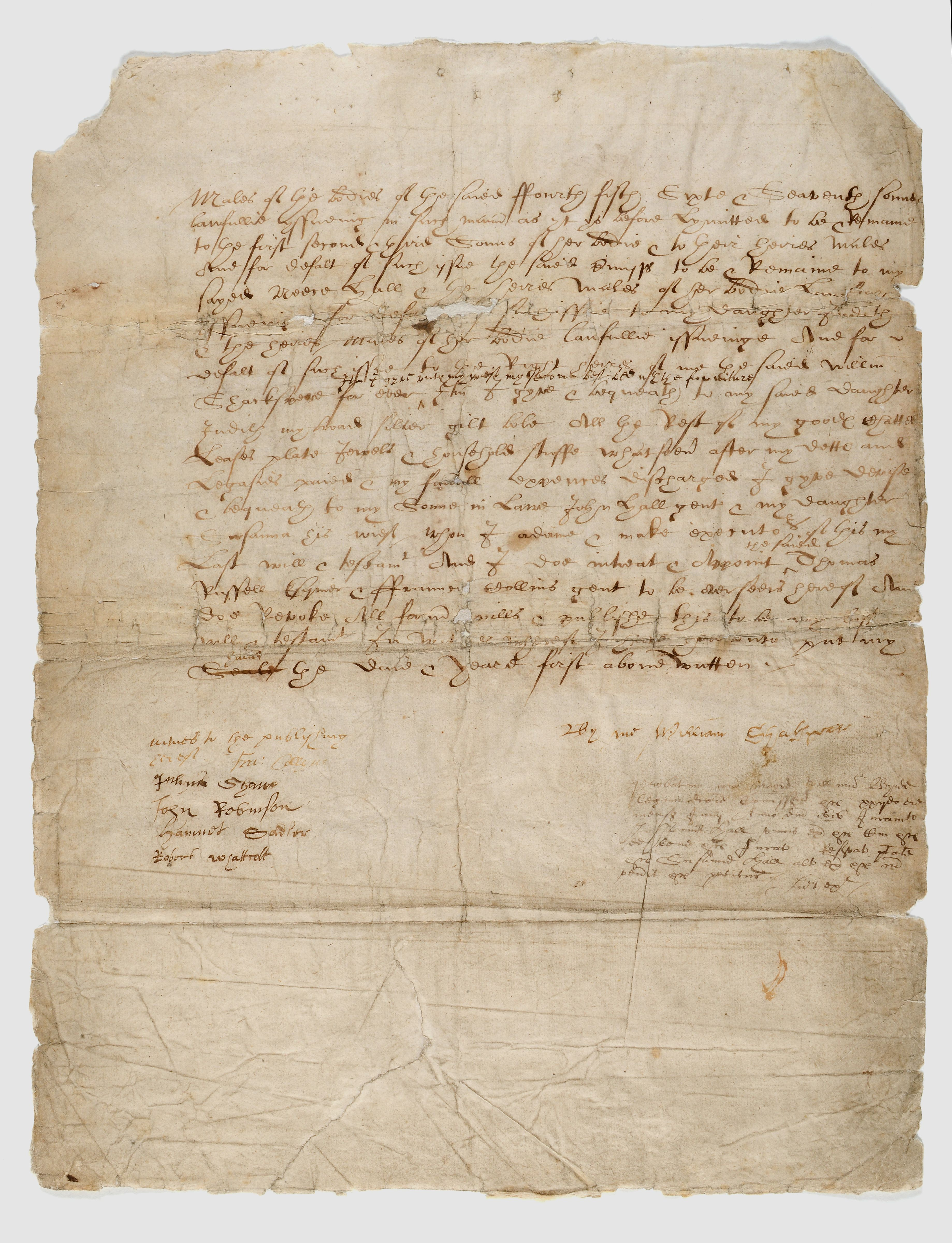
La terza pagina del testamento di William Shakespeare, 1616

Il testamento di William Shakespeare è lungo e preciso, elencando in dettaglio le proprietà di un borghese di successo. Il testamento tuttavia non fa alcuna menzione di documenti personali, lettere o libri (i libri all'epoca erano oggetti rari e costosi) di alcun tipo. Inoltre non sono presenti nell'elenco poesie o manoscritti, opere teatrali complete o incomplete, né si allude in alcun modo alle quote del Globe Theatre che l'uomo di Stratford avrebbe dovuto possedere, quote che avrebbero dovuto essere di notevole valore.
Al momento della sua morte, 18 opere teatrali erano rimaste inedite. Nessuna di queste viene citata nel testamento (al contrario di quanto fece Francesco Bacone, i cui due testamenti parlano dei suoi lavori che avrebbe desiderato fossero pubblicati postumi). Gli anti-Stratfordiani trovano insolito che Shakespeare non desiderasse che la sua famiglia traesse profitto dalle opere che non aveva ancora pubblicato o che non fosse interessato a tramandarle ai posteri. Ritengono anche che sia improbabile che Shakespeare avesse affidato tutti i manoscritti ai King's Men, la compagnia teatrale di cui era contitolare. Come era pratica normale all'epoca, le opere che Shakespeare aveva consegnato alla compagnia erano di proprietà comune dei suoi membri. Inoltre Shakespeare si avvale di ben due avvocati per la stesura del suo testamento, mentre nelle sue opere dimostra una innegabile conoscenza delle leggi e dei codici legislativi, elencando oltre un centinaio di lemmi tipici del linguaggio degli avvocati, come espresso nel suo saggio da Mark Twain.

## La nascita della questione: Delia Bacon
Il problema della paternità delle opere di Shakespeare si era già presentato nel momento in cui lo stesso Shakespeare era in attività e riguarda diversi autori che hanno avuto relazioni teatrali con lo stesso, a cominciare da Thomas Nashe e Robert Greene nei primi anni di attività e da Ben Jonson nel 1601, in modo spesso molto esplicito. Tale ipotesi tornò nel momento in cui venne pubblicato il libro di Delia Bacon:The Phylosophy of the Plays of Shakespeare Unfolded ("La filosofia delle opere di Shakespeare rivelata"), che propose Francesco Bacone, come l'autore delle opere shakespeariane. Bill Bryson spiega nel suo libro Il mondo è un teatro che la tesi di Bacone come autore shakespeariano era già stata proposta da un certo reverendo James Wilmot, un parroco di provincia nel Warwickshire, che aveva sollevato dei dubbi sulla paternità delle opere del bardo già nel 1785, ma questa notizia si seppe solo nel 1932. Nel 1852 Delia Bacon intraprese un viaggio in Inghilterra dove iniziò la sua lunga, ossessiva lotta per dimostrare che dietro il nome Shakespeare si celasse un altro autore. Delia Bacon fu aiutata da Charles Butler, "ricco uomo d'affari", Ralph Waldo Emerson e Thomas Carlyle. Nel 1857, dopo quattro anni di estenuante scrittura uscì il suo libro, che Bryson descrive raccontando: "Era un libro enorme, illeggibile e strano in quasi tutti i sensi. Tanto per cominciare, nelle sue 675 fittissime pagine Francis Bacon non era nominato nemmeno una volta; stava al lettore dedurre che era Bacone, secondo l'autrice, ad aver scritto il teatro di Shakespeare.[...] Il libro fu stroncato universalmente dalla critica come un'assurda sciocchezza". Nathaniel Hawthorne, console americano a Liverpool scrisse una prefazione, ma se ne pentì dichiarando in una lettera ad un amico "Sarà l'ultima delle mie caritatevoli follie, e finché vivrò non sarò mai più gentile con nessuno".
Anche se il suo libro venne stroncato dal mondo accademico, la teoria di Delia Bacon che Francesco Bacone avesse scritto le opere di Shakespeare, iniziò ad essere discussa anche grazie all'aiuto di autori come Mark Twain e Henry James che divennero importanti sostenitori della tesi baconiana.

## L'ipotesi sull'italianità di Shakespeare
La teoria che vorrebbe Shakespeare italiano cominciò a circolare dopo che alcuni studi di matrice anglosassone, iniziarono ad approfondire i rapporti fra il bardo inglese e la sua conoscenza della cultura, della letteratura, della legislazione, dell'arte e della geografia italiana, presente in numerose opere teatrali shakespeariane.

### Giovanni Florio
Thomas Spencer Baynes (1823-1887), filosofo ed editore della IX edizione dell'Enciclopedia Britannica, incluse alla voce Shakespeare una sezione dedicata a John Florio, mettendo in luce le relazioni tra il poeta inglese William Shakespeare e il linguista di origini italiane Giovanni Florio. Questo paragrafo che si occupa dei rapporti tra Shakespeare e Florio venne rimosso a partire dalla XI edizione dell'Enciclopedia.
Successivamente nel 1921 l'americana Clara Longworth de Chambrun, scrisse la prima biografia su John Florio, ‘Giovanni Florio, un apôtre de la renaissance en Angleterre a l'époque de Shakespeare’ e nel suo libro Shakespeare, Actor-Poet riportò le similarità tra le frasi e i proverbi scritti da John Florio e che successivamente furono utilizzati da William Shakespeare nelle sue opere. Inoltre, tre frasi di John Florio diventarono i titoli di tre commedie di William Shakespeare.
Pochi anni dopo, nel 1934, anche la studiosa britannica Frances Yates si soffermò sulle possibili relazioni culturali fra Shakespeare e Florio. Secondo Yates sarebbe stato proprio Giovanni Florio, figlio del pastore protestante Michelangelo Florio, a giocare un ruolo di mediatore tra Shakespeare e la cultura rinascimentale italiana. Yates, studiosa anche di Giordano Bruno sottolineò come Florio visse per tre anni con Bruno presso l'Ambasciata francese a Londra e che proprio Florio sarebbe stato fondamentale nel mettere in contatto il drammaturgo inglese con le teorie dell'ermetismo filosofico e neoplatonico di Bruno.
Inoltre, Thomas Spencer Baynes sottolineò come Florio avesse avuto in comune con Shakespeare gli stessi patroni, in quanto protégé, come Shakespeare, dei conti di Pembroke e del Conte di Southampton, Henry Wriothesley.
(Jonathan Bate)
John Florio è riconosciuto come il più importante umanista del Rinascimento inglese. John Florio ha contribuito allo sviluppo della lingua inglese con 1 149 parole, posizionandosi terzo dopo Chaucer, con 2 012 parole, e Shakespeare, con 1 969 parole, nell'analisi linguistica condotta da John Willinsky. Diversi neologismi creati da Florio appariranno per la prima volta nel First Folio, la raccolta delle opere teatrali di William Shakespeare. L’accademico Saul Frampton in un articolo sul quotidiano britannico The Guardian ha evidenziato come alcuni dei neologismi coniati da Florio appariranno per la prima volta nei testi teatrali del First Folio di Shakespeare. Frampton ha ipotizzato che Florio avesse lavorato come redattore (editor) del First Folio, affermando che “Non possiamo dire con certezza se le parole siano state scritte da John Florio o da William Shakespeare’’. Inoltre, Frampton dichiara: “Forse l'aspetto più inquietante del possibile coinvolgimento di Florio nella stesura del First Folio è che non potremmo mai conoscerne la reale estensione’’. Anche lo studioso shakespeariano Stuart Kells, nel suo libro Shakespeare's Library: Unlocking the Greatest Mystery in Literature, ha suggerito che il First Folio sia stato redatto da John Florio con la collaborazione di Ben Jonson.
Negli anni 2000, Lamberto Tassinari, scrittore e docente presso l'Università di Montréal, ha proposto la tesi di Giovanni Florio, come principale autore delle opere shakespeariane. John Florio visse con Giordano Bruno presso l'ambasciata francese a Londra per due anni e fu il primo traduttore in inglese dei Saggi di Montaigne, che, come sottolineato da diversi studiosi Shakespeariani, influenzarono le opere di William Shakespeare. Florio fu anche autore del primo dizionario italiano-inglese (nel quale a fronte di 74.000 parole italiane raccolse ben 150.000 termini inglesi). Secondo Tassinari, tra gli scrittori elisabettiani eruditi, Giovanni Florio sarebbe stato l'unico a possedere la cultura e l'abilità linguistica, evidenti nelle opere di Shakespeare:
(Lamberto Tassinari in un'intervista)
Altri autori, come Saul Gerevini o Massimo Oro Nobili, hanno proposto la tesi, che le opere di Shakespeare siano il frutto del lavoro a sei mani fra i due Florio e l'attore William Shakespeare (dove comunque l'apporto dei primi due è nettamente preponderante).
Negli ultimi anni ulteriori ricerche compiute sia dalla linguista Laura Orsi che da altri docenti hanno confermato quanto le conoscenze che possedeva Florio della cultura italiana (gli eventi storici, i dettagli geografici, le caratteristiche di personaggi vissuti nel contesto italiano e pressoché sconosciuti nell'Inghilterra elisabettiana) influenzarono le opere di Shakespeare. Ad esempio, Giulio Romano, artista attivo a Mantova, viene citato da Shakespeare nell'opera teatrale Il racconto d'inverno. Oppure come alcune opere teatrali shakespeariane abbiano come fonti testi di autori italiani, ad esempio Pietro Aretino, che era anche un amico personale di Michelangelo Florio, padre di John.
Nel 2013 Vito Costantini ha pubblicato un romanzo storico sulla vita dei Florio dal titolo Shakespeare è italiano e nel 2015 il saggio Shakespeare, messaggi in codice.
Nel 2021, la Shakespearean Authorship Trust, la principale organizzazione britannica che si occupa dal 1921 dello studio e dell'attribuzione delle opere di Shakespeare ha incluso tra i propri candidati il linguista e traduttore Giovanni Florio.

#### Teatro e novellistica italiana che ispirarono Shakespeare
Alcune delle opere shakespeariane ambientate in Italia erano note in Inghilterra tramite il teatro e la novellistica italiana della prima metà del Cinquecento, ma non è confermabile il fatto che lo Shakespeare di Stratford le conoscesse. La trama dell'Otello si ritrova negli Ecatommiti di Giambattista Giraldi Cinzio, Romeo e Giulietta sono in una novella di Luigi da Porto, mentre si è già detto che la vicenda originale di Molto rumore per nulla è rintracciabile in una novella di Matteo Bandello. Anche Il mercante di Venezia ha una fonte certa nella I novella della IV giornata de Il Pecorone di Giovanni Fiorentino, una raccolta di cinquanta novelle presumibilmente scritta fra il 1378 e il 1385, ma pubblicata a stampa solo nel 1558, a Milano. Il fatto tuttavia che nessuna traduzione inglese dell'opera sia apparsa in Inghilterra prima del 1632 rende difficile spiegare la modalità attraverso cui lo Shakespeare di Stratford abbia potuto attingere a una parte del suo contenuto.
Alcuni dati, come i nomi originali dei personaggi narrati nelle opere (tradotti in inglese direttamente dall'italiano) o alcuni aspetti giuridici tipici dello stato veneto e pressoché sconosciuti nell'Inghilterra del periodo, farebbero però pensare che tali fonti siano state prese direttamente dalle versioni originali italiane. Così come le fedeli descrizioni delle città italiane (con eccezioni, come quella del riferimento, ne La tempesta, al Ducato di Milano bagnato dal mare). Ciò quindi presupponeva una discreta conoscenza dell'italiano, aspetto tutt'altro che confermato nella vita dello Shakespeare di Stratford.

### Michelangelo Florio
Il giornalista scillese Santi Paladino (1902-1981) sul quotidiano L'Impero (n. 30 del 4 febbraio 1927) e in una successiva pubblicazione ipotizzò che Shakespeare fosse solo uno pseudonimo, dietro al quale si celava Michelangelo Florio, frate toscano convertitosi al protestantesimo e per questo incarcerato e condannato a morte a Roma. Da qui riuscì però a fuggire nel 1550 per iniziare un lungo pellegrinare in Italia e in Europa, facendo tappa anche in Inghilterra, dove nel 1553 ebbe il figlio Giovanni, prima di trasferirsi definitivamente a Soglio in Val Bregaglia.
Anni dopo Paladino corresse il tiro, ipotizzando una doppia stesura delle opere di Shakespeare: le versioni originali scritte da Michelangelo Florio sarebbero state poi tradotte e perfezionate per il mercato inglese dal figlio Giovanni in collaborazione con l'attore William Shakespeare, che quindi cessa di essere uno pseudonimo per assumere i panni di un prestanome e coautore.

#### La leggenda Scrollalanza
In seguito, la tesi di Santi Paladino venne ripresa e trasformata in teoria 'Scrollalanza', una leggenda senza alcuna base documentaria e senza fonti storiografiche di supporto. Nel 1936 un architetto veneziano e medium, Luigi Bellotti, sosteneva che lo stesso Shakespeare gli avesse rivelato "per comunicazione psicografica" che il suo nome originario fosse "Guglielmo Crollalanza", protestante valchiavennasco, poi cambiato in Florio per sfuggire all'Inquisizione. Approdato in Gran Bretagna, avrebbe tradotto il cognome in Shakespeare. Negli anni cinquanta, il giornalista lombardo Carlo Villa (1884-1974) dedicò alla questione 'Crollalanza' un paio di libri.
Negli anni 2000, Martino Iuvara, riprendendo e reinterpretando la tesi di Santi Paladino, propose la sua teoria che Shakespeare fosse in realtà siciliano, da identificarsi con un tal Michelagnolo (o Michelangelo) Florio Crollalanza (o "Scrollalanza"), persona diversa dal Michelangelo, padre di John Florio, di cui però ipotizza fosse parente. La tesi proposta da Iuvara non fu supportata da alcun documento storico e inoltre contrasta con i dati storiografici disponibili sulla permanenza di Michelangelo Florio in Inghilterra, databile dal 1550 al 1554. Più recentemente, la tesi di Iuvara è servita da base per alcuni romanzi e ha avuto un certo rilievo giornalistico, quando nell'aprile del 2000 The Times si è dedicato all'argomento, suscitando curiosità su altri media.

### Emilia Bassano Lanier
Nel 2009 lo studioso John Hudson ha sostenuto in un articolo pubblicato nella rivista The Oxfordian come possibile autore delle opere attribuite a Shakespeare una donna di origine ebrea, la poetessa Emilia Lanier (1569-1645), figlia di un Battista Bassano, musicista veneziano che era stato fatto venire a Londra a suonare nell'orchestra di corte.

## L'idea dell'autore segreto nel Rinascimento inglese
A sostegno della tesi secondo la quale Shakespeare sarebbe stato un nome fittizio, gli anti-Stratfordiani evidenziano altri esempi dell'età elisabettiana in cui si discute di pubblicazioni anonime o sotto pseudonimo, in realtà opera di persone di elevato rango sociale. Descrivendo degli scrittori suoi contemporanei il drammaturgo e scrittore satirico Robert Greene, scrisse che:
(Robert Greene)
Roger Ascham, nel suo libro The Schoolmaster, spiega di essere convinto che due opere attribuite al drammaturgo romano Terenzio fossero state invece scritte in segreto dal "nobile Scipione e dal saggio Lelio", perché il linguaggio usato era di livello troppo raffinato perché fossero state scritte da un "servo straniero" quale era Terenzio.

### "Shake-Speare" come pseudonimo
Secondo gli storici della letteratura Taylor e Mosher, "Nel XVI e XVII secolo, l'età dell'oro degli pseudonimi, quasi tutti gli scrittori ad un certo punto della loro carriera si sono serviti per l'appunto di uno pseudonimo" A tal proposito molti anti-Stratfordiani s'interrogano sul trattino che spesso appare nel nome "Shake-speare", che secondo loro indica che si tratti di uno pseudonimo. Tra gli esempi di pseudonimo dell'epoca che contengono il trattino si ricordano Tom Tell-truth, Martin Mar-prelate (autore di libretti satirici anticlericali - anti prelati) e Cuthbert Curry-nave che bastonava (curried) i suoi disonesti (knavish) nemici.
Secondo il ricercatore Mark Anderson, la forma "Shake-speare" con il trattino è un altro esempio di pseudonimo su questa falsariga, che allude alla dea protettrice dell'arte e della letteratura, Atena, che balzò fuori dalla testa di Zeus scuotendo una lancia (in inglese shaking a spear). Gli Stratfordiani ribattono che tale forma si trova solo di rado e che il trattino sarebbe stato messo solo per errore, così che non si dovrebbe dar credito a questa teoria. Lo studioso di Oxford Charlton Ogburn ha risposto facendo osservare che:
(Charlton Ogburn)
Inoltre si servirono del trattino anche John Davies nella celebre poesia in cui si riferisce al poeta come al "nostro Terenzio inglese", l'altro commediografo dell'epoca John Webster e l'epigrammista del 1639 che scrisse "Shake-speare, we must be silent in thy praise…" Ogburn osserva che il trattino è stato usato da altri scrittori o editori, ma non dal poeta stesso. Su queste basi Ogburn conclude che la forma con il trattino non è illogica o errata, ma se ne trovano tracce rilevanti.

### Il problema del 1604
Alcuni ricercatori credono che certi documenti suggeriscano che il vero autore delle opere teatrali sia morto attorno al 1604, l'anno in cui la pubblicazione continuativa di nuovi lavori di Shakespeare "s'interruppe misteriosamente", e vari studiosi hanno sostenuto che Il racconto d'inverno, La tempesta, Enrico VIII, Macbeth, Re Lear e Antonio e Cleopatra, ovvero le cosiddette "opere tarde", siano state composte non più tardi del 1604. A sostegno della tesi citano I Sonetti, del 1609, che comparvero con la dedica "by our ever-living Poet" sulla prima pagina del testo, parole che tipicamente si usano per fare l'elegia di qualcuno che è morto e quindi è diventato immortale. Shakespeare stesso ha usato la frase in tale contesto nella prima parte dell'Enrico VI, descrivendo il defunto Enrico V come "[t]hat ever-living man of memory". I ricercatori citano anche un documento dell'epoca che suggerisce con forza che Shakespeare, il comproprietario del Globe, sia morto prima del 1616, quando invece morì lo Shakespeare di Stratford.

## Punti di vista

### Woody Allen
(Woody Allen in But soft.. real soft)
Con il consueto gusto per il paradosso, in Senza piume (Citarsi addosso, Bompiani), Woody Allen sbeffeggia la questione, giocando sul fatto che Marlowe e Shakespeare scrivevano in modo decisamente diverso e quindi risulterebbero tra loro inconciliabili. Allen ipotizza, in un continuo gioco di rimandi, la ricerca del vero Marlowe, tornando indietro nel tempo fino a Geoffrey Chaucer (ipotetico autore del Re Lear per Allen), così da raggiungere l'assurdo per cui nessuna opera appartenga più a nessun autore. L'obiettivo della sua invettiva è la cosiddetta "politica degli autori". Il ragionamento è stato poi ripreso da Yves Lavandier, ne L'ABC della drammaturgia, che riassume il concetto in questo modo: Se ci accontentassimo del fatto che il film esista? Se ce ne infischiassimo del fatto che Amleto sia stato scritto da William Shakespeare, da Francis Bacon o da Christopher Marlowe?.